# Xã Eaton, Quận Lorain, Ohio
Xã Eaton (tiếng Anh: Eaton Township) là một xã thuộc quận Lorain, tiểu bang Ohio, Hoa Kỳ. Năm 2010, dân số của xã này là 5.750 người.